# 10 000 meter för damer i friidrott vid olympiska sommarspelen 2008
Damernas 10 000 meter i Olympiska sommarspelen 2008 ägde rum den 15 augusti i Pekings Nationalstadion.
Kvalificeringsstandarden var 31.45,00 min (A standard) och 32.20,00 min (B standard). 

## Medaljörer
| Event        | Guld                     | Guld          | Silver               | Silver   | Brons             | Brons            |
| 10 000 meter | Tirunesh Dibaba Etiopien | 29:54.66 (OR) | Shalane Flanagan USA | 30:22.22 | Linet Masai Kenya | 30:26.50 WJR, NR |

- Elvan Abeylegesse  Turkiet (29:56.34) kom tvåa i loppet men diskvalificerades senare för doping.[1]

## Rekord
Före tävlingarna gällde dessa rekord:
| Världsrekord     | Kina Wang Junxia      | 29.31,78 | Peking, Kina       | 8 september 1993  |
| Olympiskt rekord | Etiopien Derartu Tulu | 30.17,49 | Sydney, Australien | 30 september 2000 |

## Resultat
- Q innebär avancemang utifrån placering i heatet.
- q innebär avancemang utifrån total placering.
- DNS innebär att personen inte startade.
- DNF innebär att personen inte fullföljde.
- DIS innebär diskvalificering.
- NR innebär nationellt rekord.
- OR innebär olympiskt rekord.
- WR innebär världsrekord.
- WJR innebär världsrekord för juniorer
- AR innebär världsdelsrekord (area record)
(Vid denna tävling innebar AR
  - 1 afrikanskt rekord
  - 2 europarekord
  - 3 nordamerikanskt rekord)
- PB innebär personligt rekord.
- SB innebär säsongsbästa.

### Final
| Plats | Namn                      | Nationalitet   | Resultat | Noteringar |
| ----- | ------------------------- | -------------- | -------- | ---------- |
|       | Tirunesh Dibaba           | Etiopien       | 29.54,66 | CR, AR1    |
|       | Shalane Flanagan          | USA            | 30.22,22 | AR3        |
|       | Linet Chepkwemoi Masai    | Kenya          | 30.26,50 | WJR, NR    |
| 4     | Maria Konovalova          | Ryssland       | 30-35,84 | PB         |
| 5     | Lucy Kabuu Wangui         | Kenya          | 30.39,96 | PB         |
| 6     | Lornah Kiplagat           | Nederländerna  | 30.40,27 | SB         |
| 7     | Kimberley Smith           | Nya Zeeland    | 30.51,00 |            |
| 8     | Kara Goucher              | USA            | 30.55,16 | PB         |
| 9     | Kayoko Fukushi            | Japan          | 31.01,14 | SB         |
| 10    | Joanne Pavey              | Storbritannien | 31.12,30 | PB         |
| 11    | Sabrina Mockenhaupt       | Tyskland       | 31.14,21 | PB         |
| 12    | Ejegayehu Dibaba          | Etiopien       | 31.22,18 |            |
| 13    | Hilda Kibet               | Nederländerna  | 31.29,69 |            |
| 14    | Zhang Yingying            | Kina           | 31.31,12 | SB         |
| 15    | Yoko Shibui               | Japan          | 31.31,13 |            |
| 16    | Penninah Arusei           | Kenya          | 31.39,87 |            |
| 17    | Tatiana Chmeleva-Arjasova | Ryssland       | 31.45,57 |            |
| 18    | Yukiko Akaba              | Japan          | 32.00,37 |            |
| 19    | Bai Xue                   | Kina           | 32.20,27 |            |
| 20    | Anikó Kálovics            | Ungern         | 32.24,83 |            |
| 21    | Kate Reed                 | Storbritannien | 32.26,69 |            |
| 22    | Nathalie De Vos           | Belgien        | 32.33,45 | SB         |
| 23    | Preeja Sreedharan         | Indien         | 32.34,64 |            |
| 24    | Amy Begley-Yoder          | USA            | 32.38,28 |            |
| 25    | Dulce María Rodríguez     | Mexiko         | 32.58,04 |            |
| 26    | Dong Xiaoqin              | Kina           | 33.03,14 |            |
| 27    | Isabel Checa              | Spanien        | 33.17,88 |            |
|       | Mestawet Tufa             | Etiopien       | DNF      |            |
|       | Asmae Leghzaoui           | Marocko        | DNF      |            |
|       | Natalija Berkut           | Ukraina        | DNS      |            |
| DIS   | Elvan Abeylegesse         | Turkiet        | 29:56.34 |            |
| DIS   | Inga Abitova              | Ryssland       | 30.37,33 |            |